# Прут
Прут (на украински: Прут; на румънски: Prut; на молдовски: Prut; на руски: Прут) е река в Украйна (Ивано-Франкивска и Черновицка област), Румъния (окръзи Ботошани, Яш, Васлуй и Галац) и Молдова, ляв приток на Дунав, с дължина 989 km и площ на водосборния басейн 27 500 km².
Река Прут води началото си от северния склон на хребета Черногора (част от Източните Карпати), под връх Туркул (1933 m), на 1784 m н.в., в югозападната част на Ивано-Франкивска област на Украйна. В началото тече на север, при сгт Делятин завива на изток, а при град Коломия – на изток-югоизток. От украинското село Тарасовци (Черновицка област) до устието по нея преминават държавните граници между Украйна и Румъния и Молдова и Румъния, като в началото тече в източна посока, след това на юг-югоизток и накрая в южна посока. В горното си течение, до град Черновци тече в дълбока и тясна долина, след което долината ѝ значително се разширява, като след молдовския град Леово надхвърля 10 km и има широка заливна тераса. В горното течение руслото ѝ е съпроводено с малки бързеи и прагове, а в средното и долното коритото ѝ силно меандрира. Влива се отляво в река Дунав, при молдовското село Джурджулещ, на 2 m н.в., като се явява последният голям приток на Дунав.
На запад и северозапад водосборният басейн на Прут граничи с водосборните басейни на реките Сирет и Тиса (леви притоци на Дунав), а на север, североизток и изток – с водосборните басейни на река Днестър (от басейна на Черно море, Кагул и други по-малки десни притоци на Дунав. В тези си граници площта на водосборния басейн на реката възлиза на 27 500 km² (3,37% от водосборния басейн на Дунав).
Река Прут получава множество, предимно малки и къси притоци, поради това че водосборният ѝ басейн е тесен. Основни притоци:
- леви – Турка, Чернява (63 km, 351 km²), Лопатинка (57 km, 257 km²), Раковец (67 km), Каменка (93 km), Лепушна (74 km, 484 km²), Серата (59 km, 706 km²);
- десни – Черемош (80 km, 2560 km²), Башеу (118 km, 965 km²), Жижия (287 km, 5770 km²), Елан (73 km, 606 km²), Кинежа (79 km, 780 km²).[1]

Подхранването на реката е смесено – дъждовно и снежно. Има ясно изразено пролетно пълноводие с епизодични лятно-есенни прииждания причинени от поройни дъждове. През зимата често се проявява вторично (по-ниско) пълноводие в резултат на временни затопляния и свързаните с тях снеготопене и дъждове. Среден годишен отток – около 80 m³/sec, максимален – над 5000 m³/sec, минимален – около 15 – 20 m³/sec. Замръзва през януари или февруари за 45 – 50 дни, но при временни затопляния се размразява. Окончателно се освобождава от ледената покривка през първата половина на март. По време на пълноводие е плавателна до гред Леово.
По течението на Прут са разположени стотици населени места:
- Украйна – Ивано-Франкивска област: градове Яремча, Коломия и Снятин; сгт Ворохта, Делятин, Ланчин и Заболотов. Черновицка област: градове Черновци и Новоселица; сгт Неполоковци и Лужани.
- Румъния – град Фелчиу (окръг Васлуй).
- Молдова – градове Липкани, Костещи, Унгени, Леова, Кантемир и Кахул.[1]